# Alan Harris (Illustrator)
Alan John Harris (* 10. April 1957 in Epping, Essex) ist ein britischer Vogelillustrator.

## Leben
Seit 1973 ist Harris als Vogelberinger tätig. 1978 wurde er Mitglied der Rye-Meads-Vogelberinger-Kommission. 1980 erlangte er den Bachelor of Arts in Grafikdesign am Middlesex Polytechnic. Anschließend begann er seine Karriere als freischaffender Vogelillustrator. 1982 wurde er vom Vogeljournal British Birds zum Vogelillustrator des Jahres gewählt. Seit 1988 ist er künstlerischer Mitarbeiter dieser Zeitschrift. 1989 war er Jurymitglied des Wettbewerbs Bird Illustrator of the Year. Für seine Illustrationen unternahm Harris zahlreiche Freilandstudien, die ihn vornehmlich in den Mittelmeerraum und in den Nahen Osten führten. Beeinflusst von Charles Tunnicliffe, Robert Gillmor, Peter Hayman, David Morrison Reid Henry, Robert Bateman und Lars Jonsson fertigt er seine Zeichnungen mit Wasserfarben, Gouache und Acryl an. Ferner ist er ein Bewunderer des Vogelillustrators David Quinn. Harris steuerte zahlreiche Illustrationen zur Zeitschrift British Birds und anderen Magazinen bei. Von 1988 bis 1993 gehörte er zum Illustratorenteam der Bände fünf bis sieben des Standardwerks Handbook of the Birds of Europe, the Middle East and North Africa von Stanley Cramp. 1994 wirkte er als Illustrator am zweiten Band des Handbook of the Birds of the World mit.

## Werke, die von Alan Harris illustriert wurden (Auswahl)
- Swallows von Pete Tate (1981)
- A Field Guide to the Birds of Britain and Europe von John Gooders (1986)
- The Macmillan Guide to Bird Identification von Keith Vinicombe und Laurel Tucker (1989)
- Storks, Ibises and Spoonbills of the World von James A. Hancock, James A. Kushlan und M. Philip Kahl (1992)
- Kingfishers, Bee-eaters and Rollers by Kathie Fry und C. Hilary Fry (1992)
- Finches and Sparrows: An Identification Guide von Peter Clement und John Davis (1993)
- The Macmillan Birders’s Guide to European and Middle Eastern Birds von Hadoram Shirihai und David A. Christie (1996).
- Field Guide to the Birds of Argentina and the Southwest Atlantic von Mark Pearman und Juan Ignacio Areta (2020)